# اس‌اس مالولو
اس‌اس مالولو (به انگلیسی: SS Malolo) یک کشتی بود که طول آن ۵۸۲ فوت (۱۷۷ متر) بود. این کشتی در سال ۱۹۲۶ ساخته شد.